# ブスタ・ガロールムの戦い
ブスタ・ガロールムの戦い（ブスタ・ガロールムのたたかい）は、552年7月に、イタリアにおいてナルセス率いる東ローマ帝国軍とトーティラ率いる東ゴート王国軍の間で発生した戦闘である。タギナエの戦いとも。この戦闘で東ゴート王国を打ち破った東ローマ帝国はイタリアにおける覇権を確立し、イタリア半島の再征服の道を切り開くこととなった。